# Parco nazionale di Terranova
Il parco nazionale di Terranova (in inglese Terra Nova National Park) è un parco nazionale situato in Terranova e Labrador, in Canada.